# Reserpine
Reserpine is een indoolalkaloïde uit Rauvolfia serpentina dat vroeger gebruikt werd als antipsychoticum en antihypertensivum, maar wegens de vele bijwerkingen in veel landen niet meer gebruikt wordt. Na de introductie als bloeddrukverlager is het bijna overal van de markt gehaald wegens het hoge aantal zelfmoorden onder gebruikers.